# Trunajaya
Trunajaya hay Tronajâyâ, còn gọi là Panembahan Maduretno (1649 – 2 tháng 1 năm 1680), là một vương công và lãnh chúa đến từ Arosbaya, Bangkalan, Madura, được biết đến với việc lãnh đạo khởi nghĩa Trunajaya (1674–1681) chống lại những người thống trị của Vương quốc Mataram trên đảo Java.

## Khởi nghĩa
Trunajaya sinh tại đảo Madura. Năm 1674, ông lãnh đạo một cuộc khởi nghĩa chống lại Amangkurat I và Amangkurat II của Mataram. Ông nhận được hỗ trợ của các chiến binh lưu động từ Makassar do Karaeng Galesong chỉ huy. Cuộc khởi nghĩa Trunajaya diễn ra nhanh chóng và có động lực, và chiếm được triều đình Mataram tại Plered vào giữa năm 1677.
Quốc vương Mataram Amangkurat I trốn thoát đến duyên hải phía bắc cùng với con trai cả của mình là quốc vương tương lai Amangkurat II, để lại con thứ Pangeran (Vương tử) Puger lại Mataram. Quân khởi nghĩa Trunajaya rõ ràng quan tâm đến lợi nhuận và trả thù hơn là điều hành một đế chế đang gặp khó khăn, họ cướp phá triều đình và rút về thành trì của mình tại Kediri, Đông Java, để lại Vương tử Puger kiểm soát một triều đình yếu kém.
Khi đang trên đường đến Batavia để nhờ người Hà Lan giúp đỡ, Amangkurat I mất tại làng Tegalarum gần Tegal ngay sau khi bị trục xuất, do đó Amangkurat II lên làm quốc vương vào năm 1677. Ông cũng gần như bất lực, phải chạy trốn mà không có quân đội hay ngân khố. Trong nỗ lực giành lại vương quốc của mình, ông nhượng bộ đáng kể cho Công ty Đông Ấn Hà Lan (VOC) tại Batavia, họ sau đó đã tham chiến để phục vị cho ông. Theo thỏa thuận, Amangkurat II hứa sẽ giao thị trấn cảng Semarang cho người Hà Lan nếu họ cho ông mượn quân.
Người Hà Lan đồng ý, vì đối với họ, một đế chế Mataram ổn định và mang ơn họ sâu sắc sẽ giúp đảm bảo hoạt động thương mại được tiếp tục với những điều kiện thuận lợi. Các lực lượng Hà Lan đa sắc tộc, bao gồm quân trang bị hạng nhẹ từ Makassar và Ambon, ngoài ra còn có binh lính châu Âu được trang bị hạng nặng, đánh bại Trunajaya tại Kediri vào tháng 11 năm 1678. Bản thân Trunajaya cũng bị bắt vào năm 1679 gần Ngantang phía tây Malang. Ông bị xử tử theo lệnh của Amangkurat II tại Payak, Bantul vào ngày 2 tháng 1 năm 1680.

## Di sản
Cuộc khởi nghĩa Trunajaya được nhớ đến với niềm tự hào là một cuộc đấu tranh anh dũng của người Madura, chống lại các lực lượng ngoại bang của nhà nước Mataram và VOC Hà Lan. Ngày nay sự nghiệp của ông được tưởng nhớ trong tên gọi Sân bay Trunojoyo tại Sumenep và Đại học Trunojoyo tại Bangkalan, cả hai đều nằm tại Madura.